# First Time (álbum de Morning Musume)
First Time (ファーストタイム Fāsutotaimu?, Primera Vez) es el primer álbum de estudio del grupo Idol de J-pop Morning Musume, con la participación de las integrantes de la 1.ª y 2.ª generación. Fue lanzado el 8 de julio de 1998 y vendió alrededor de 310,290 copias. Este álbum incluye diez de sus sencillos más vendidos desde el inicio de su carrera, incluyendo canciones como "Ai no Tane" y "Morning Coffee".

## Canciones
1. Good Morning
2. Summer Night Town (サマーナイトタウン?)
3. Dou ni ka Shite Doyoubi (どうにかして土曜日 De alguna manera el sábado?)
4. Morning Coffee (モーニングコーヒー?)
5. Yume no Naka (夢の中 Dentro de Un Sueño?)
6. Ai no Tane (愛の種 Semillas del Amor?)
7. Wagamama (ワガママ Egoísta?)
8. Mirai no Tobira (未来の扉 Puerta Hacia el Futuro?)
9. Usotsuki Anta (ウソつきあんた Tu un Mentiroso?)
10. Samishii Hi (さみしい日 Dia Triste?)

## Miembros
- 1.ª Generación (Debut): Yuuko Nakazawa, Aya Ishiguro, Kaori Iida, Natsumi Abe, Asuka Fukuda
- 2.ª Generación (Debut): Mari Yaguchi, Kei Yasuda, Sayaka Ichii